# Priskrig
Ett priskrig är ett tillstånd av intensiv rivalitet företag emellan som sammanhänger med en multilateral serie sänkningar av produkters pris. Ett företag sänker sina priser, varefter övriga i priskriget inblandade konkurrerande företag genomför motsvarande prissänkningar. Därefter sänker ett av företagen priserna ytterligare och förfarandet upprepas.
På kort sikt för priskrig med sig positiva effekter för kunderna, vilka kan dra nytta av de lägre priserna. För de inblandade företagen är priskrig i huvudsak negativa på kort sikt, då de lägre priserna kan innebära minskade täckningsbidrag, vilket kan minska vinsterna och hota företags överlevnad.
På mellanlång till lång sikt kan priskrig vara positiva för de ledande företagen i branschen. Mindre konkurrenter som inte klarar av att konkurrera på de lägre prisnivåerna riskerar att slås ut och försvinna från marknaden, varefter de återstående företagen då kan erövra marknadsandelar. Priskrigets verkliga förlorare blir således de mindre konkurrenterna och deras investerare. På lång sikt kan även kunderna bli förlorare, då det minskade antalet konkurrerande företag i branschen tenderar att leda till en högre prisnivå, en prisnivå som kan komma att ligga över den som rådde vid priskrigets början.

## Exempel på priskrig
- Oljepriskriget mellan Ryssland och Saudiarabien